# Thruster TST MK1
Thruster TST MK1 är ett ultralätt flygplan tillverkat av Thruster Air Services i Storbritannien men är ursprungligen av australisk design . Flygplanet är konstruerat med sittplatserna bredvid varandra, "side-by side". Flygplanet byggdes framför allt för grundläggande flygutbildning, planet är enkelt att flyga men är till skillnad från många andra skolflygplan utrustat med sporrhjul istället för ett noshjul vilket gör flygplanet svårare att hantera på marken .